# Президентські вибори в Бразилії 1894
Президентські вибори в Бразилії 1894 року відбулись 1 березня 1894 року. Це були перші загальні й демократичні вибори президента в країні. Перемогу на них здобув кандидат від Республіканської партії штату Сан-Паулу Пруденті ду Морайс, який набрав 80,1 % голосів.

## Результати
| Кандидат                  | Партія                                    | Голоси  | %    |
| ------------------------- | ----------------------------------------- | ------- | ---- |
| Пруденті ду Морайс        | Республіканська партія штату Сан-Паулу    | 276 583 | 80,1 |
| Афонсу Пена               | Республіканська партія штату Мінас-Жерайс | 38 291  | 11,1 |
| Сезаріу Алвін             | Республіканська партія штату Мінас-Жерайс | 3 719   | 1,1  |
| Руй Барбоза               | Республіканська партія штату Баїя         | 3 718   | 1,1  |
| Жозе Луїс лі Алмейда Коту |                                           | 3 437   | 1,0  |
| Лауру Содре               | Республіканська партія штату Парана       | 1 983   | 0,6  |
| Інші кандидатури          | Інші кандидатури                          | 17 366  | 5,0  |
| Пошкоджені/пусті бюлетені | Пошкоджені/пусті бюлетені                 |         | -    |
| Разом                     | Разом                                     | 345 097 | 100  |